# Strategikon (Kekaumenos)
Kekaumenov Strategikon (grč. Στρατηγικόν του Κεκαυμένου, lat. Cecaumeni Strategicon) je bizantski vojno-politički priručnik s kraja 70-ih godina 11. stoljeća.

## Autor djela
Autor djela je stanoviti Kekaumen, rođen između 1020. i 1024. godine najvjerojatnije na sjeveru provincije Makedonije. O njegovom životu se malo zna, a dosadašnje povezivanje s generalom Katakalonom Kekaumenom se odbacuje.

## Kontekst i sadržaj djela
Vremenski se djelo smješta poslije Bitke kod Manzikerta koja se odvila 1071. godine te prije 1080. budući da su posljednje dvije ličnosti iz javnog života koje spominje car Mihael VII. Duka (vladao do 1078.) i patrijarh Ivan VIII. Ksiflin (preminuo 1075.). Većina povijesnih podataka o kojima govori se odnosi na događaje od 1034. do 1054. godine. Rukopis je sačuvan u samo jednome rukopisu i prema mišljenju ruskoga bizantista B. Lj. Fonkiča djelo je tek poslije smrti autora prenešeno iz niza raznih bilježnica i razasutih listova u svoj konačni oblik u 14. st. na području Trapezunta. Kasnije je, u 17. stoljeću, rukopis kupio monah Arsenij na Atosu odakle je na posljetku prenesen u Rusiju, gdje se i danas čuva.
- Dio 1 (poglavlja 1. – 8.) čiji početni dio je izgubljen. Govori o dužnostima prema vladaru.
- Dio 2 (poglavlja 9. – 34.) je Strategikon u punom smislu i sadrži savjete za generale.
- Dio 3 (poglavlja 35. – 71.) sadrži savjete o domaćim pitanjima, odgoju djece, upravljanju gospodarstvom, obitelji i društvenim odnosima.
- Dio 4 (poglavlja 72. – 76.) sadrži savjete kako bi trebalo postupati u slučaju pobune protiv cara.
- Dio 5 (poglavlja 77. – 88.) sadrži savjete caru o upravljanju i obrani države.
- Dio 6 (poglavlja 89. – 91.) sadrži savjete za toparhe.

## Dobronja
Kekaumen u dva odvojena izvještaja govori o Dalmaciji. U jednome od tih izvještaja riječ je o toparhu Vojislavu Dioklećaninu, vladaru u južnoj Dalmaciji. Ovdje se vjerojatno radi o Stjepanu Vojislavu koji je vladao u prvoj polovici 11. stoljeća. U drugom izvještaju iz nešto ranijeg razdoblja Kekaumen priča o toparhu Dobronji iz Dalmacije, negdje sa šireg područja gradova Iadora (Zadar) i Salon (Salona, tj. Split). Dobronja je prvi put primljen s velikim počastima na carskom dvoru Romana Argira (1028. – 1034.). Prilikom drugog posjeta, kod cara Argira, prijem je bio mnogo hladniji, a pri trećem posjetu, za cara Mihajla Paflagonca (1034. – 1041.), Bizantinci su ga uhvatili i zauzeli zemlju kojom je vladao. Dobronja je skupa sa svojom ženom preminuo u zatvoru, a sin je kasnije pobjegao. Kako tvrdi Lujo Margetić, Dobronja je po svemu sudeći član sporedne grane kraljevske obitelji Trpimirovića, koja je privremeno preuzela vlast u Hrvatskoj od glavnog ogranka koji predstavljaju Krešimir III., Stjepan I. i Petar Krešimir IV.